# María Cecilia Chacón
María Cecilia Chacón Rendón (Cochabamba, Bolivia; 23 de septiembre de 1980) es una abogada, politóloga y política boliviana que ocupó el alto cargo de Ministra de Defensa de Bolivia desde el 6 de abril de 2011 hasta su renuncia del 26 de septiembre de 2011, durante el segundo gobierno del presidente Evo Morales Ayma. Cabe destacar que Cecilia fue la primera mujer que ocupó dicho cargo de Ministra de Defensa en toda la Historia de Bolivia, el cual era ocupado usualmente por hombres.

## Biografía
Cecilia Chacón nació el 23 de septiembre de 1980 en la ciudad de Cochabamba. Realizó sus estudios primarios y secundarios en su ciudad natal, saliendo bachiller el año 1997. Continúo con sus estudios superiores ingresando en 1998 a la carrera de derecho de la Universidad Mayor de San Simón (UMSS), graduándose como abogada el año 2004. Se graduó también como politóloga.
En 2006, Chacón ingresó a trabajar como jefa de gabinete en el Ministerio de Agua de Bolivia. Se desempeñó como defensora de las tradiciones de los diferentes pueblos indígenas del país.
Desde 2008 hasta 2011, Cecilia estuvo en el cargo de jefa de gabinete del viceministerio de relaciones económicas y comercio exterior. Llegó a ocupar también el cargo de directora general de relaciones multilaterales de la cancillería boliviana. En la cancillería fue una de las autoras de la propuesta ante las naciones unidas para la aprobación de la declaración del " Día internacional de la madre tierra".

## Vida política
La vida política de Cecilia Chacón comienza a una temprana edad con el activismo político. En 1996, (a sus 16 años) siendo todavía aún una adolescente, Chacón se manifestaba en contra de la elección del exgeneral Hugo Banzer Suárez nuevamente como Presidente de Bolivia en 1997.

### Ministro de Defensa de Bolivia (2011)
El 6 de abril de 2011, el presidente Evo Morales Ayma, la posesiona como nueva ministra de Defensa de Bolivia, reemplazando en el cargo a Ruben Saavedra Soto. La posesión de Cecilia Chacón como ministra, repercutió en todo el país, ya que fue la primera vez en la historia de Bolivia que una mujer llegaba a ese ministerio que usualmente siempre fue ocupado por varones, marcando de esa manera una acción sin precedentes. 
El 26 de septiembre de 2011, Cecilia Chacón presentó públicamente su renuncia al cargo de ministra, porque según ella, no estaba de acuerdo con la represión en chaparina que hizo el gobierno de Evo Morales a los indígenas marchistas provenientes del territorio indígena parque isiboro secure (TIPNIS), quienes venían marchando hacia la ciudad de La Paz a un diálogo con el gobierno nacional para que una carretera en construcción no atraviese su parque natural y hábitat.
La renuncia de la ministra causó molestias en las bases sociales adherentes al partido oficialista del Movimiento al Socialismo quienes la acusaron de estar ligada y tener supuestamente vínculos con los partidos de oposición política al gobierno.

### Concejal de La Paz (2015-2020)
En marzo de 2015, Chacón vuelve nuevamente a la polìtica, presentándose esta vez en las elecciones subnacionales como candidata a concejal a la alcaldía por la ciudad de La Paz por el partido de Sol.bo (partido cuyo jefe es Luis Revilla, alcalde de La Paz).
| Predecesor: Rubén Saavedra Soto | Ministra de Defensa de Bolivia 6 de abril de 2011 - 26 de septiembre de 2011 | Sucesor: Rubén Saavedra Soto |